# Mezquita de Juyushi
La Mezquita de Juyushi (en idioma árabe : الجامع الجيوشى «Mezquita de los ejércitos») fue construida por Badr al-Jamali, que era «Ameer al-Juyush» ( امير الجيوش «Comandante de los ejércitos») para el califato fatimí. La mezquita se completó en 478 H / 1085  bajo el patrocinio de Al-Mustánsir. Fue construido en un extremo del Mokattam para asegurar una vista de El Cairo. En el imperio otomano, la mezquita fue probablemente utilizada por los derviches como un monasterio.

## Características
La fundación de la mezquita tiene una inscripción que identifica la estructura como un mausoleo (en árabe : مشهد «santuario»).

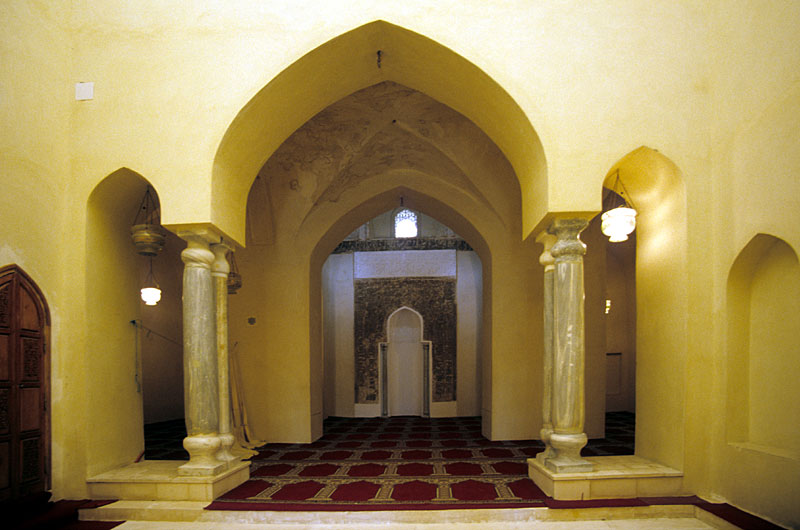
Restauración interior de la mezquita de Juyushi.

El edificio tiene una cúpula y un minarete. Se encuentra un pequeño patio en el centro de la mezquita. La entrada es una puerta al minarete situada junto a la sala de oración. Hay dos habitaciones, una a cada lado del minarete, el cual actúa como un eje rectangular con una segunda parte que retrocede, donde hay una cúpula similar a la que está encima del mihrab. El minarete está decorado con una cornisa de mocárabes.
Una característica llamativa del interior es el mihrab, que está enmarcado por un panel de bandas alternas de inscripciones coránicas y decoraciones con hojas tipo arabesco, todo en estuco tallado. Esta mezquita / mashhad también se conocía como un monumento de la victoria conmemorando la restauración del orden del Vizier Badr para el Imam Al Mustánsir.
Sobre la entrada hay una inscripción, que comienza con los versículos coránicos 72:18 y 9: 108

Y los lugares de adoración son para Dios, así que no invoquen a nadie junto con Dios.

Nunca te quedes ahí dentro. Hay una mezquita cuyo fundamento fue establecido desde el primer día en la piedad; es más digno estar allí parado. En ella hay hombres que aman ser purificados; y Dios ama a los que se purifican.

La inscripción continúa:

La construcción de ... Mashad ... ordenado por ... Imam al-Mustansir ... que la bendición de Dios sea con él ... sus antepasados, los Imames puros ... hacen prevalecer su palabra y engañar a sus enemigos ... mientras busca el buen placer de Dios ... Moharram 478.

El mihrab está elaborado con estuco tallado con enjutas sobre el arco. En el exterior de mihrab está la inscripción de los versículos 24:11, 24:36, 24:37 y 10:23.

Aquellos que presentaron la mentira son un cuerpo entre ustedes, piensan que no es un mal para ustedes, por el contrario, es bueno para ustedes. A cada uno de ellos, el pecado que ganó. Y para el que tomó la delantera entre ellos, será una gran pena.

En las casas, que Dios permitió elevar para honrar; para la celebración, en ellas, de Su nombre. En ellas es glorificado por las mañanas y por las tardes. Por hombres a quienes ni el tráfico ni la mercadería pueden desviar del Recuerdo de Dios, estableciendo la Oración o dando Caridad: Su temor es por el Día en que los corazones y los ojos se transformarán.

Pero cuando los libera, transgreden insolentemente a través de la tierra desafiando la verdad. ¡Oh, humanidad! su insolencia es contra sus propias almas, un disfrute de la vida del presente: al final, para nosotros es su retorno, y le mostraremos la verdad de todo lo que hizo.

Alrededor del octágono de la cúpula están inscritos los versículos 48: 1-5.

En verdad, te hemos otorgado una Victoria manifiesta. Que Dios puede perdonarte tus fallas del pasado y de los que siguen; Cumplir Su favor contigo y guiarte por el camino recto. Y que Dios puede ayudarte con una ayuda poderosa. Él es quien envió la tranquilidad a los corazones de los fieles, para que puedan añadir fe a su fe; porque a Dios pertenecen las Fuerzas de los cielos y la tierra; y Dios está lleno de conocimiento y sabiduría. Para que él pueda admitir a los hombres fieles y las mujeres fieles, a los jardines por debajo de los cuales corren los ríos, para habitar en ellos, y eliminar sus males de ellos; y eso es, a los ojos de Dios, el mayor logro.

En la cima de la cúpula hay una estrella de seis puntas formada por las palabras Mahoma y Ali, cada una repetida tres veces, en forma de medallón. Alrededor de la estrella inscrita en el versículo 35:39.

Él es quien te ha hecho heredero en la tierra. Si, entonces, alguno rechaza, su rechazo es contra sí mismo, su rechazo, aumenta el odio por los negadores a los ojos de su Señor. Su rechazo, se suma a deshacer.

## Restauración
En el siglo XX, la mezquita estaba hecha una ruina. Después de haber investigado la estructura, la mezquita fue reconstruida por la comunidad de Dawoodi Bohra bajo el liderazgo de Syedna Mohammad Burhanuddin. Los elementos arquitectónicos de otras estructuras fatimíes en Egipto se utilizaron como pistas sobre qué colocar durante la restauración.